# Milagre

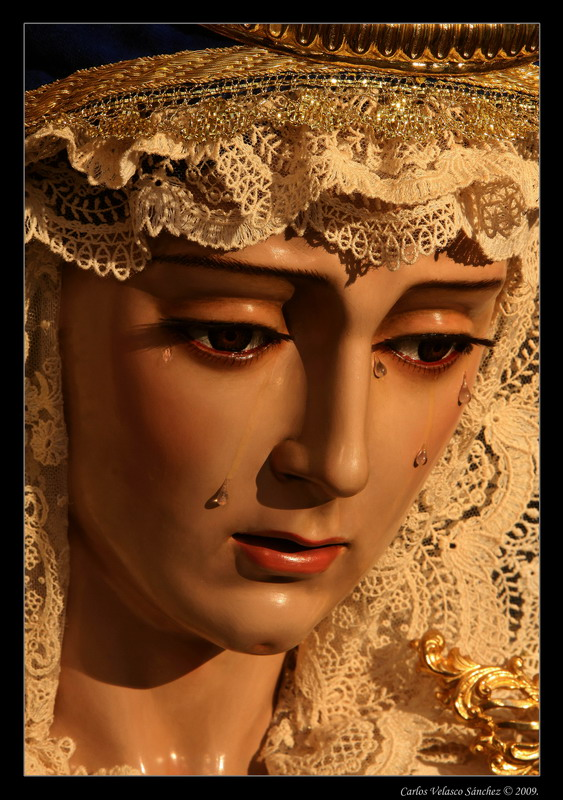
Imagem com lágrimas escorrendo dos olhos: os crentes em milagres estão muito mais propensos a vê-los do que aqueles que lhes são céticos.

Em acepção geralmente empregada, milagre ou miráculo (do latim miraculum, do verbo mirare, "maravilhar-se") é um acontecimento dito extraordinário que, à luz dos sentidos e conhecimentos até então disponíveis, não possuindo explicação científica ainda conhecida, dá-se de forma a sugerir uma violação das leis naturais que regem os fenômenos ordinários.
Para grande parte dos teístas, sua realização é atribuída à omnipotência divina, sendo considerado como um ato de intervenção direta de Deus (ou deuses) no curso normal dos acontecimentos. Geralmente os milagres têm, segundo esses, propósitos definidos, sendo o mais comum o de beneficiar, por mérito moral e ou de fé, adeptos de determinada crença em detrimento dos não adeptos, que permanecem sujeitos às leis regulares.
Para a ciência não há milagres até o momento corroborados; e a natureza rege-se, com base no que se tem ciência ao menos até hoje, por leis naturais inexoráveis. Para a ciência, caso afronte a realidade universal, a crença exacerbada em milagres pode, inclusive, implicar riscos de morte ou mesmo fatalidades que, à luz dos fatos, far-se-iam plenamente desnecessários.
Este verbete (milagre) também pode referir-se a uma forma de teatro religioso onde encenavam-se histórias atreladas às vidas dos anjos. Foram muito populares na Idade Média, e chegaram a fazer parte oficial dos ritos da Igreja Católica. Em tal acepção, o milagre ainda mostra-se importante em dias atuais, sobretudo na literatura.

## O Milagre e a Ciência
À luz da ciência, embora haja certamente muitas perguntas ainda sem resposta, situação plenamente coerente com o método científico e com o dinamismo e o ceticismo da ciência em sua definição moderna, não há milagres verificados. A busca científica por explicações para os fenômenos apoiados em fatos verificáveis - fatos científicos - tem historicamente conduzido a teorias científicas e explicações naturais para todos os fenômenos até então conhecidos. À luz da ciência, a natureza funciona conforme ela é, e não da forma como alguma deidade ou mesmos nós gostaríamos. Cabe-nos por tal entender as regras e utilizá-las a nosso favor; e não impô-las à natureza. Nas palavras de Jacob Bronowski: "O homem domina a natureza não pela força, mas pela compreensão. É por isto que a ciência teve sucesso onde a magia fracassou: porque ela não buscou um encantamento para lançar sobre a natureza" 
O universo é, sob concepção científica, regido por regras naturais e não vontades sobrenaturais; e a crença exacerbada na não veracidade dessa afirmação pode implicar riscos significativos, incluso o risco de morte, não apenas para os demais seres vivos como também para a própria pessoa humana.
Segundo um famoso biólogo inglês, "(...) a natureza não é cruel, apenas implacavelmente indiferente. Essa é uma das lições mais duras que se têm de aprender".

## O Milagre e as Religiões

### Cristianismo
De maneira geral, os cristãos creem também que no milagre como a manifestação direta e sobrenatural da vontade divina sobre determinada situação, e serve tão somente para que o nome de Deus seja glorificado, tal como os operados pelo seu Filho. Para estes, durante seu ministério, Jesus operou vários milagres, mostrando assim seu poder sobre a doença, a natureza, sobre o nascimento e até mesmo sobre a morte.

#### Catolicismo
O milagre central sobre o qual se sustenta a crença católica atrela-se, junto a outros de igual importância nas Escrituras, ao nascimento de Jesus a partir de uma virgem, a Virgem Maria; expressando esse a pureza desse ser frente aos demais mortais. Já para os cristãos evangélicos o maior milagre, que é o mais recorrente até hoje, é a salvação de um pecador, que apenas o próprio Cristo, por intermédio do Espírito Santo, pode operar num indivíduo. Destaca-se também que, para os protestantes de vertente reformada, segundo o princípio do Sola Scriptura, não é necessária a crença em nenhum outro milagre que não sejam os narrados na Sagrada Escritura.

#### Cristianismo evangélico
Para a maioria dos cristãos evangélicos, o literalismo bíblico assegura que os milagres descritos na Bíblia ainda são relevantes e podem estar presentes na vida do crente. Curas, sucessos acadêmicos ou profissionais, o nascimento de uma criança após várias tentativas, o fim de um vício, etc., seriam exemplos tangíveis da intervenção de Deus com o fé e oração, pelo Espírito Santo. Na década de 1980, o movimento neopentecostalismo enfatizou novamente os milagres e a cura pela fé. Em certas igrejas, um lugar especial é reservado para curas com imposição de mãos durante o serviço ou para campanhas evangelização.  A cura pela fé ou cura divina é considerada uma herança de Jesus adquirida por sua morte e ressurreição.

### Espiritismo
Embora não seja panteísta, segundo a Doutrina Espírita, não existem milagres na concepção comumente empregada a este termo. Para os kardecistas, todos os acontecimentos ocorrem em acordo com o que denominam de Leis Naturais. Segundo a lógica Espírita, sendo essas Leis criadas e mantidas por Deus, e sendo Deus perfeito, não haveria motivo para derrogá-las ou contradizê-las uma vez que elas próprias derivam da perfeição.
O Espiritismo segue assim uma doutrina com base naturalista; contudo considerando os espíritos como entidades reais, integrantes e atuantes do universo natural. As Leis Naturais - também nomeada Lei Divina - por consequência estendem-se, e abrangem agora leis comportamentais; encontram-se a Lei Divina assim dividida em duas partes: uma parte física e uma parte moral.
Tendo em vista que o conhecimento humano atual ainda não é capaz de explicar todos os eventos no universo, para o Espiritismo, tudo aquilo que não encontra, até a presente data, explicação nas leis naturais conhecidas, será um dia explicado mediante o avanço da ciência. A ideia é análoga àquela difundida no meio científico - remetendo às bases do kardecismo estruturado como um misto de filosofia, religião, e em particular, ciência - e similar à encontrada no caso exemplo onde duas pessoas, muito distantes uma da outra, são imaginadas serem vistas conversando por meio de aparelhos eletrônicos - digamos radiotransceptores - contudo em épocas bem distintas: se para um indivíduo do século I tal fenômeno classificar-se-ia com certeza como um inegável milagre; para um indivíduo a par da ciência do século XXI, certamente não.
Nesses termos, o Espiritismo categoricamente afirma que não faz milagres, e que mesmo a comunicação com "inteligências" de pessoas já mortas, por meio da mediunidade, pode ser explicada com base em Leis naturais que nada têm de sobrenatural. Da mesma maneira, os assim chamados “milagres” encontrados em textos sagrados estariam enquadrados dentro de eventos normais, mesmo que a ciência atual talvez ainda não possa explicá-los 